# 国民統一党 (モザンビーク)
国民統一党（こくみんとういつとう、ポルトガル語: Partido de Unidade Nacional、英語: National Unity Party）は、モザンビークの政党。

## 概要
2004年12月1日から2日にかけて行われたモザンビーク議会総選挙で、国民会議党が参加したモザンビーク民族抵抗運動・選挙連合は29.7パーセントを獲得し、250議席中、90議席を獲得した。大統領選挙では大統領候補アフォンソ・ドラカマ（モザンビーク民族抵抗運動党首）は、31.7パーセントを獲得した。